# Matangi
Ne pas confondre avec Matangi, une déesse de la sagesse dans la croyance hindoue.
Albums de M.I.A.
Vicki Leekx
(2010) A.I.M.
(2016)
Singles
1. Bad Girls
Sortie : 31 janvier 2012
2. Bring the Noize
Sortie : 18 juin 2013
3. Come Walk with Me
Sortie : 3 septembre 2013
4. Y.A.L.A.
Sortie : 22 octobre 2013

Matangi est le quatrième album studio de la chanteuse anglaise M.I.A.. Il est sorti le 1er novembre 2013 sous les labels N.E.E.T. et Interscope. Il comprend des contributions de plusieurs producteurs dont Danja, Hit-Boy ainsi que Switch et contient quinze chansons. Il était initialement attendu pour décembre 2012 puis pour le début et ensuite le printemps 2013. La chanteuse a expliqué que la maison de disques Interscope n’avait pas été convaincue par son travail et espérait quelque chose de différent, expliquant ainsi les retards sur la sortie de cet opus. En plus du disque, l'album comprend une édition spéciale incluant une autobiographie, un documentaire et un artbook.
Le titre de l'album est une variante du prénom de M.I.A. et fait également référence à la déesse hindoue Matangi. Des thèmes relatifs à l'Hindouisme, comme la réincarnation et le karma se retrouvent dans les paroles et la musique mélange des styles occidentaux et orientaux. L'album a été enregistré dans divers endroits à travers le monde et inclurait une contribution du fondateur de Wikileaks, Julian Assange[réf. nécessaire].
Le premier single à être extrait de l'album, Bad Girls, a été publié près de deux ans avant la sortie de l'album et est devenu l'un de ses singles les plus fructueux[réf. nécessaire]. Trois autres chansons de l'album ont été publiées en tant que singles dans la perspective de son éventuelle parution. Les opinions concernant l'album par la critique ont été généralement positives.

## Thèmes et développement

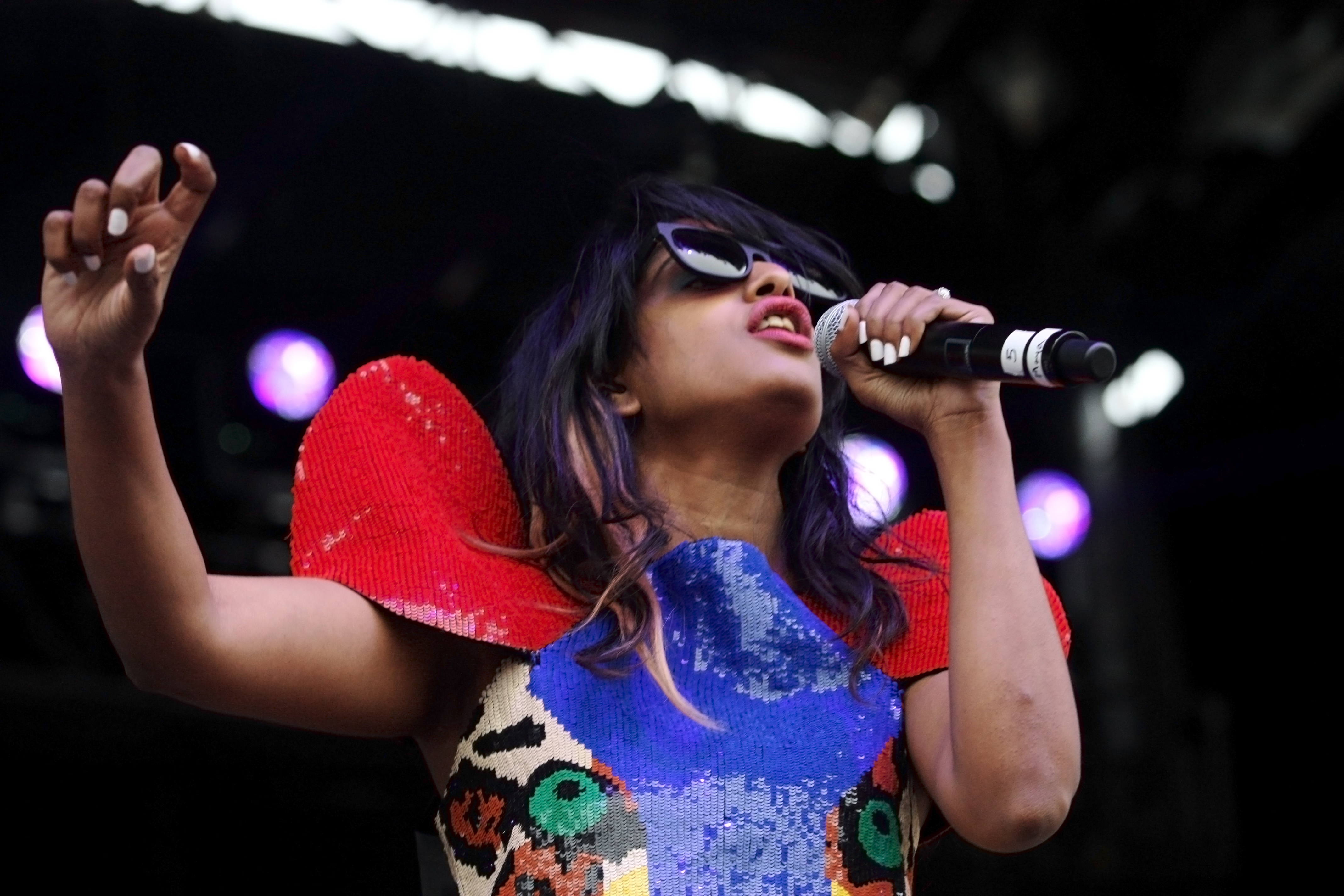
M.I.A. au Outside Lands Music and Arts Festival en août 2009.

Matangi a été enregistré à travers le monde avec différents collaborateurs. En ce qui concerne ses précédents albums, elle a décrit ce quatrième comme « un mélange fondamental de ses précurseurs ». Depuis la sortie de son dernier album, l'artiste a travaillé avec Swizz Beatz, Polow Da Don, Chris Brown, Ludacris et The Cataracs.

## Sortie
Matangi a originellement été introduit par M.I.A. lorsque cette dernière posta une photo d'elle-même dans un studio en 2011, sur Twitpic. Ses fans lui ont donné deux idées pour le nom de l'album : A.I.M. ou Matangi, ce qui a mené M.I.A. à choisir ce dernier comme titre de l'album. Le premier single, Bad Girls, est produit par Danja et est sorti le 31 janvier 2012. Le morceau est une version retravaillée d'une chanson issue de la mixtape Vicki Leekx. Il est devenu l'un des singles les plus abouti de la chanteuse à ce jour, atteignant la 43e place des classements anglais et la 104e aux États-Unis. Le 3 mars 2013,elle publia un mix de huit minutes de morceaux de l'album dans le cadre d'un défilé de mode de la marque Kenzo à Paris.
Le deuxième single, Bring the Noize, produit par Surkin et Switch, est considéré comme le vrai premier single et a été publié le 17 juin 2013. Peu de temps après la sortie du single, le clip officiel de Bring the Noize a fait son avant-première le 25 juin sur Noisey. Le clip de Bring the Noize a été publié avec un a copyright rédigé par M.I.A. elle-même ainsi qu'une licence exclusive d'Interscope Records, indiquant un accord de distribution entre elle et le label. Le 8 août 2013, M.I.A. menace de divulguer l'album si Interscope se permettait de prendre encore plus de temps pour négocier une date de sortie. Interscope a réagi en annonçant la date de sortie officielle de l'album pour le 5 novembre 2013.
Come Walk With Me est publié en tant que troisième single le 3 septembre 2013. Il a été produit par Switch. La liste des morceaux de l'album ainsi que la pochette ont été dévoilés par Interscope dans un email public le 25 septembre 2013. Le 16 octobre 2013, Maya annonce que le quatrième single est la chanson Y.A.L.A.. Il sort le 22 octobre 2013. Y.A.L.A est un acronyme pour « You Always Live Again » et est un jeu de mots sur le titre Y.O.L.O. de Drake.

## Titre
M.I.A. a expliqué que « Matangi » fait référence à son nom de naissance, Mathangi, mais qu'il s’agit également d’une déesse de la sagesse dans la croyance hindoue. Elle ajouta également en anecdote : « Je recherchais des perroquets sur Google et je suis tombée sur le Matangi, qui est un perroquet vert. »[réf. nécessaire]

## Promotion
Afin d'entamer la Fashion Week, le 26 février 2013 au soir, Etam Lingerie organise un défilé de mode pour les saisons automne-hiver 2013-2014 dirigé par Natalia Vodianova à Paris. Plusieurs artistes sont invitées à chanter en direct, dont Lykke Li, Rita Ora, Selah Sue, Lily Allen et M.I.A. Elle y interprète Bad Girls, premier single extrait de l'album ainsi que son autre grand succès Paper Planes sorti en 2007. La chanteuse a clos le défilé de lingerie avec ces deux interprétations.

### Matangi Mix for Kenzo
Le 3 mars 2013, M.I.A. publie via son compte Twitter le message suivant : « MIA + KENZO. Le lien laissé par la chanteuse amène vers un site internet aux couleurs du futur album et dans lequel on peut voir les inscriptions « MIA FOR KENZO - MATANGI MIX ». Une chanson d'une durée de 8 minutes et 27 secondes est alors jouée automatiquement lorsqu'on accède à cette page, il s'agit en fait d'une sorte de megamix de l'album (des paroles du morceau Bring the Noize peuvent être entendues vers la fin) nommé Matangi Mix for Kenzo et disponible sur le SoundCloud de l'artiste. Celui-ci a été joué le même jour lors d'un défilé pour la maison Kenzo, laquelle a décidé de collaborer avec l'artiste pour la promotion de l'album en sortant cette mixtape.

## Performance commerciale
Lors de sa première semaine d'exploitation, l'album est entré dans le classement anglais UK Albums Chart à la 64e place, ce qui est nettement inférieur au précédent album de M.I.A., Maya, qui a fait son entrée à la 21e place en 2010. L'album a débuté à la 23e place du classement Billboard 200, en ayant vendu près de 15 000 exemplaires aux États-Unis lors de la première semaine de ventes. En comparaison, Maya a fait son entrée dans les hit-parades à la 9e place et a vendu environ 28 000 exemplaires lors de sa première semaine d'exploitation.

## Liste des pistes
| No  | Titre                              | Auteur                                                                      | Producteur(s)                            | Durée |
| --- | ---------------------------------- | --------------------------------------------------------------------------- | ---------------------------------------- | ----- |
| 1.  | Karmageddon                        | Maya Arulpragasam, Sugu Arulpragasam, Martin McKinney, Dave Taylor          | Sugu, Doc McKinney, Switch [a]           | 1:34  |
| 2.  | MATANGI                            | M. Arulpragasam, Taylor                                                     | Switch                                   | 5:12  |
| 3.  | Only 1 U                           | M. Arulpragasam, Taylor, Kyle « Micky Park » Edwards                        | Switch, M.I.A., So Japan [b], Surkin [b] | 3:12  |
| 4.  | Warriors                           | M. Arulpragasam, Chauncey Hollis                                            | Hit-Boy                                  | 3:41  |
| 5.  | Come Walk with Me                  | M. Arulpragasam, Taylor                                                     | Switch                                   | 4:43  |
| 6.  | aTENTion                           | M. Arulpragasam, Taylor                                                     | Switch                                   | 3:40  |
| 7.  | Exodus (featuring The Weeknd)      | M. Arulpragasam, Taylor, Abel Tesfaye, Carlo Montagnese, McKinney           | Switch                                   | 5:08  |
| 8.  | Bad Girls                          | M. Arulpragasam, Nate Hills, Marcella Araica                                | Danja                                    | 3:47  |
| 9.  | Boom Skit                          | M. Arulpragasam, Hollis, R. Muhammed                                        | Hit-Boy, Banga [c]                       | 1:15  |
| 10. | Double Bubble Trouble              | M. Arulpragasam, Ruben Fernhout, Jerry Leembruggen, Rypke Westra            | The Partysquad                           | 2:59  |
| 11. | Y.A.L.A.                           | M. Arulpragasam, Fernhout, Leembruggen, J. Brightman                        | The Partysquad                           | 4:23  |
| 12. | Bring the Noize (Extended Version) | M. Arulpragasam, Benoit Heitz, Taylor, Jean-Baptiste de Laubier, Hugues Rey | Switch, Surkin                           | 4:35  |
| 13. | Lights                             | M. Arulpragasam, S. Arulpragasam, Rosalee Pfeffer                           | Sugu, Switch                             | 4:35  |
| 14. | Know It Ain't Right                | M. Arulpragasam, McKinney                                                   | McKinney                                 | 3:42  |
| 15. | Sexodus (featuring The Weeknd)     | M. Arulpragasam, McKinney, Tesfaye, Montagnese                              | Hit-Boy, Haze Banga [c]                  | 4:50  |

| 16. | Like This | 2:51 |

Notes
a  signifie producteur vocal
b  signifie producteur additionnel
c  signifie coproducteur
- Only 1 U contient des éléments de Karuppu Thaan Yenakku Pudichu Coloru par Anuradha Sriram
- Exodus et Sexodus contiennent des éléments de Lonely Star par The Weeknd
- Boom Skit contient des éléments de Manam Virumbuthe par Unnikrishnan
- Bring the Noize contient des éléments de Marble Anthem par Marble Players

## Crédits
Ces crédits sont adaptés des notes linéaires de Matangi.
| - M.I.A. – mixage (1, 4, 6, 7); production (3); voix (8); direction artistique, direction créative - Marcella Araica – ingénierie, mixage (8) - Haze Banga – ingénierie (4, 15); co-production, mixage (9, 15) - Neil Comber – ingénierie (1–3, 5–7, 12, 13); mixage (1, 2, 5); guitare (5) - Thomas Culliso – assistant ingénierie (8) - Danja – production (8) - Ralf Flores – enregistrement (14) - Hit-Boy – mixage (4); production (4, 9, 15) - Jean-Marie Horvat – ingénierie, mixage (14) - Tom Manaton – direction artistique, direction créative | - Doc McKinney – production (1, 14); enregistrement (voix) (10); enregistrement (14) - Mazen Murad – mastering (4, 6) - The Partysquad – mixage, production (10, 11) - Geoff Pesche – mastering (1–3, 5, 7–15) - Daniel Sannwald – photographie - Schlachthofbronx – enregistrement (voix) (10) - So Japan – production additionnelle (3) - Sugu – production (1, 13); programmation additionnelle (8) - Surkin – programmation additionnelle, mixage (3); production (12) - Switch – production vocale (1); mixage, production (2, 3, 5–7, 12, 13) |

## Classements
| Classement (2013)               | Meilleure position |
| ------------------------------- | ------------------ |
| Australian Albums Chart         | 99                 |
| Belgian Albums Chart (Flandre)  | 47                 |
| Belgian Albums Chart (Wallonie) | 62                 |
| Swiss Albums Chart              | 61                 |
| UK Albums Chart                 | 64                 |
| US Billboard 200                | 23                 |
| US Dance/Electronic Albums      | 1                  |
| US Rap Albums                   | 4                  |

## Historique des sorties
| Pays        | Date              | Format                       | Label                                   |
| ----------- | ----------------- | ---------------------------- | --------------------------------------- |
| Irlande     | 1er novembre 2013 | CD                           | Virgin EMI Records                      |
| Pays-Bas    | 1er novembre 2013 | CD                           | Universal Music                         |
| Australie   | 4 novembre 2013   | CD, téléchargement numérique | Universal Music                         |
| France      | 4 novembre 2013   | CD, téléchargement numérique | Universal Music                         |
| Allemagne   | 4 novembre 2013   | CD, téléchargement numérique | Universal Music                         |
| Italie      | 4 novembre 2013   | Téléchargement numérique     | Universal Music                         |
| Pays-Bas    | 4 novembre 2013   | Téléchargement numérique     | Universal Music                         |
| Royaume-Uni | 4 novembre 2013   | CD, téléchargement numérique | Virgin EMI Records                      |
| Italie      | 5 novembre 2013   | CD                           | Universal Music                         |
| États-Unis  | 5 novembre 2013   | CD, téléchargement numérique | N.E.E.T. Recordings, Interscope Records |
| Japon       | 6 novembre 2013   | Téléchargement numérique     | Universal Music                         |
| Allemagne   | 25 novembre 2013  | CD                           | Universal Music                         |
| États-Unis  | 25 novembre 2013  | CD                           | N.E.E.T. Recordings, Interscope Records |